# Lal Nishan Party
Lal Nishan Party (Röda Fanans Parti), kommunistiskt politiskt parti i den indiska delstaten Maharashtra. LNP bildades som en utbrytning ur Communist Party of India 1942 då CPI inte stödde Quit India Movement.
LNP:s främsta arbete har varit det fackliga. Partiets fackliga organisation heter Sarva Shramik Sangh (Alla arbetares förbund). Partiets tidning heter Nave Parva. Tidigare gav SSS ut en marathidagstidning från Pune kallad Shramik Vichar.
Under 1980-talet utvecklade LNP ett nära samarbete med Kamgar Aghadi. 1988 splittades partiet, och en hårdför falang kritisk till bl.a. Perestrojkan bröt sig ur och bildade Lal Nishan Party (Leninvadi).